# Gilberto Fleitas
Gilberto Fleitas Cañete (Nació Luque, 1 de septiembre de 1954) es un exjugador de Futbol defensor paraguayo y entrenador, donde sus inicios lo hizo en Guaraní de Loma Merlo, de la Liga Luqueña de Futbol, para luego dar el salto a primera división con el Club Rubio Ñu y más tarde Sportivo Luqueño. Fue parte de la selección paraguaya de fútbol para las Eliminatorias de Argentina 1978.

## Clubes

### Como jugador
| Club                     | País      | Año         |
| ------------------------ | --------- | ----------- |
| Guarani (Loma Merlo)     | Paraguay  | 1966 - 1967 |
| Rubio Ñu                 | Paraguay  | 1968 - 1974 |
| Sportivo Luqueño         | Paraguay  | 1975 - 1976 |
| Club Guarani             | Paraguay  | 1977 - 1978 |
| Universidad de los Andes | Venezuela | 1979 - 1980 |
| Capitan Figari           | Paraguay  | 1981        |
| Club Nacional            | Paraguay  | 1982 - 1984 |
| Sportivo Luqueño         | Paraguay  | 1985        |

### Como Entrenador
| Club                          | País     | Año  |
| ----------------------------- | -------- | ---- |
| Sportivo Luqueño (inferiores) | Paraguay | 2021 |

## Selección nacional
| Competición                          | Año  |
| ------------------------------------ | ---- |
| Copa Atlántico                       | 1976 |
| Copa Félix Bogado                    | 1978 |
| Eliminatorias Mundial Argentina 1978 | 1978 |